# Wolebor
Wolebor – staropolskie imię męskie. Znaczenie imienia: "ten, który woli walkę". 
Wolebor imieniny obchodzi 13 sierpnia.